# Episodi di Quell'uragano di papà (terza stagione)
La terza stagione della serie televisiva Quell'uragano di papà è andata in onda negli Stati Uniti dal 15 settembre 1993 al 25 maggio 1994 sul canale ABC.
| nº | Titolo originale                                  | Titolo italiano              | Titolo italiano                          | Prima TV USA      | Prima TV Italia |
| nº | Titolo originale                                  | Disney Channel / DVD         | Disney+                                  | Prima TV USA      | Prima TV Italia |
| -- | ------------------------------------------------- | ---------------------------- | ---------------------------------------- | ----------------- | --------------- |
| 1  | Maybe, Baby                                       | Una figlia per Jill          | Magari una bambina                       | 15 settembre 1993 |                 |
| 2  | Aisle See You in My Dreams                        | Una sposa per Al             | La lettera di Isiah                      | 22 settembre 1993 |                 |
| 3  | This Joke's for You                               | Padri e figli                | Questo scherzo è per te                  | 29 settembre 1993 |                 |
| 4  | A Sew, Sew Evening                                | Bistecca al sangue           | Economia domestica                       | 6 ottobre 1993    |                 |
| 5  | Arrivederci, Binford                              | Addio Binford                | Arrivederci, Binford                     | 13 ottobre 1993   |                 |
| 6  | Crazy for You                                     | Pazza di te                  | Pazza di te                              | 27 ottobre 1993   |                 |
| 7  | Blow Up                                           | L'ingrandimento              | Blow Up                                  | 3 novembre 1993   |                 |
| 8  | Be True to Your Tool                              | Una vittoria di Pirro        | Sii fedele al tuo utensile               | 10 novembre 1993  |                 |
| 9  | Dollars and Sense                                 | Un ottimo investimento       | Ragione e dollari                        | 17 novembre 1993  |                 |
| 10 | A Frozen Moment                                   | Foto di Natale               | Foto di Natale                           | 24 novembre 1993  |                 |
| 11 | Feud for Thought                                  | Compagni di liceo            | Un'antica faida                          | 1º dicembre 1993  |                 |
| 12 | Twas the Blight Before Christmas                  | I Tre Re Magi                | Ruggine prima di Natale                  | 15 dicembre 1993  |                 |
| 13 | Slip Sleddin' Away                                | La Grande Sfida              | Corsa in slittino                        | 5 gennaio 1994    |                 |
| 14 | Dream On                                          | Continua a sognare           | Sogni d'oro                              | 12 gennaio 1994   |                 |
| 15 | Reel Men                                          | Due cuori e un capanno       | Il pescatore                             | 26 gennaio 1994   |                 |
| 16 | The Colonel                                       | Il coraggio della verità     | Il colonnello                            | 9 febbraio 1994   |                 |
| 17 | Room for Change                                   | Camera per ragazzi           | Cambio di stanza                         | 2 marzo 1994      |                 |
| 18 | The Eve of Construction                           | Le squadre del cuore         | L'alba dell'edilizia                     | 9 marzo 1994      |                 |
| 19 | Too Many Cooks                                    | Assistente in cucina         | Troppi cuochi in cucina                  | 16 marzo 1994     |                 |
| 20 | It Was the Best of Tims, It Was the Worst of Tims | Lo charme dell'uomo attrezzo | Il migliore dei Tim, il peggiore dei Tim | 30 marzo 1994     |                 |
| 21 | Fifth Anniversary                                 | Quinto anniversario          | Il quinto anniversario                   | 6 aprile 1994     |                 |
| 22 | Swing Time                                        | Festa al basilico            | L'altalena                               | 4 maggio 1994     |                 |
| 23 | What You See Is What You Get                      | L'amore è cieco              | Avrai ciò che vedi                       | 11 maggio 1994    |                 |
| 24 | Reality Bytes                                     | Un amore informatico         | La dura realtà                           | 18 maggio 1994    |                 |
| 25 | The Great Race II                                 | Invidia aerodinamica         | La grande corsa II                       | 25 maggio 1994    |                 |

## Una figlia per Jill / Magari una bambina
- Titolo originale: Maybe, Baby
- Diretto da: Andy Cadiff
- Scritto da: Bob Bendetson

### Trama
Carol, la sorella di Jill, avrà una bambina. Quando parlano del nome della bambina e Jill fruga tra i giocattoli dei ragazzi quando erano piccoli, desidera avere una bambina anche lei. Tim dice a Randy e Brad che Jill ha sempre voluto una bambina, quindi loro dicono a Mark che Jill avrebbe voluto una bambina al posto suo. Questo turba Mark e quando Jill gli propone di fare una torta insieme, lui si rifiuta. Quando lei scopre la verità, dice a Mark che quello che gli hanno detto Randy e Brad non è vero. Anche Tim è turbato perché non vuole un altro figlio. Ma si sente di nuovo a suo agio quando Jill gli dice che non hanno tempo per un altro figlio.
- Guest star: Debbe Dunning (Heidi Keppert)

## Una sposa per Al / La lettera di Isiah
- Titolo originale: Aisle See You in My Dreams
- Diretto da: Andy Cadiff
- Scritto da: Elliot Shoenman e Marley Sims

### Trama
Compiuti 35 anni, Al vuole una moglie e dei figli, quindi Jill lo fa uscire con Ilene Markham. Al scopre che anche Ilene vuole dei figli, quindi le chiede di sposarlo a Tool Time. Randy e Brad scrivono una lettera a Mark fingendosi Isiah Thomas, quindi Tim e Jill dicono a Mark di vendicarsi.
- Guest star: Sherry Hursey (Ilene Markham), David Graf (Chuck Norwood), Debbe Dunning (Heidi Keppert), Christopher Michael Moore (Jimmy Graber), Isiah Thomas (se stesso)

## Padri e figli / Questo scherzo è per te
- Titolo originale: This Joke's for You
- Diretto da: Andy Cadiff
- Scritto da: Howard J. Morris

### Trama
Tim smette di raccontare barzellette e scherzare a Tool Time dopo che, avendo installato un interfono, sente Randy che gli dà del fallito. Brad vuole leggere "David Copperfield" per poterne parlare con Jennifer, ma scopre che non parla del mago e Jennifer lo lascia.
- Guest star: Debbe Dunning (Heidi Keppert), Jimmy Lee Newman (Jeremy Schmidt)

## Bistecca al sangue / Economia domestica
- Titolo originale: A Sew, Sew Evening
- Diretto da: Andy Cadiff
- Scritto da: Rosalind Moore

### Trama
Tim ha dei problemi con Joe Morton, il suo nuovo vicino, dopo che questi ammacca la sua Hot Rod. Jill diventa una buona amica di Marie Morton, la moglie di Joe. Brad sceglie il corso di Economia Domestica per conoscere ragazze a scuola, ma quando gli altri ragazzi della scuola scoprono il suo piano, le cose non vanno secondo i suoi piani.
- Guest star: Robert Picardo (Joe Morton), Mariangela Pino (Marie Morton), Debbe Dunning (Heidi Keppert)

## Addio Binford / Arrivederci, Binford
- Titolo originale: Arrivederci, Binford
- Diretto da: Andy Cadiff
- Scritto da: Elliot Shoenman

### Trama
Tim ha paura di piangere dopo la morte del sig. Binford, suo capo e amico intimo.
- Guest star: Debbe Dunning (Heidi Keppert), Mickey Jones (Pete Bilker), Gary McGurk (Dwayne Hoover), William Allen Young (Gus), Christine Brady (Cameriera)

## Pazza di te
- Titolo originale: Crazy for You
- Diretto da: Andy Cadiff
- Scritto da: Bob Bendetson

### Trama
È Halloween e, come sempre, Tim è pronto per fare i suoi soliti scherzi, tuttavia, Jill organizza uno scherzo per conto suo. Tim riceve dei fiori da una fan di nome Rose, ma presto iniziano a succedere strane cose. Continua a chiamarlo, Wilson pensa che sia ossessionata da lui, Tim cerca di nascondersi inutilmente.
- Guest star: Mariangela Pino (Marie Morton), Debbe Dunning (Heidi Keppert)

## L'ingrandimento / Blow Up
- Titolo originale: Blow Up
- Diretto da: Andy Cadiff
- Scritto da: Rosalind Moore e Howard J. Morris

### Trama
Tim scatta accidentalmente una brutta foto a Jill per la sua cena di raccolta fondi per la biblioteca. Nel frattempo, Al porta i ragazzi a giocare a minigolf e va su tutte le furie dopo che Brad fa buca in un solo colpo.
- Guest star: Robert Picardo (Joe Morton), Mariangela Pino (Marie Morton)

## Una vittoria di Pirro / Sii fedele al tuo utensile
- Titolo originale: Be True to Your Tool
- Diretto da: Andy Cadiff
- Scritto da: Bruce Ferber

### Trama
Wes Davidson, il presidente della Binford, fa pubblicizzare a Tim un pessimo attrezzo su Tool Time. Nel frattempo, i ragazzi vanno a fare shopping e trovano un modo per risparmiare denaro.
- Guest star: Joel Polis (Wes Davidson), Debbe Dunning (Heidi Keppert), Laura Pacheco (Segretaria)

## Un ottimo investimento / Ragione e dollari
- Titolo originale: Dollars and Sense
- Diretto da: Andy Cadiff
- Scritto da: Bob Bendetson e Bruce Ferber

### Trama
I ragazzi comprano un'auto telecomandata con le obbligazioni della nonna.
- Guest star: David Wohl (Venditore), Mickey Jones (Pete Bilker), Gary McGurk (Dwayne Hoover), Debbe Dunning (Heidi Keppert)

## Foto di Natale
- Titolo originale: A Frozen Moment
- Diretto da: Andy Cadiff
- Scritto da: Max Eisenberg

### Trama
Per il Giorno del Ringraziamento, per avere la cartolina di Natale perfetta, Tim costruisce un Villaggio Natalizio e fa indossare dei costumi alla famiglia.
- Guest star: Debbe Dunning (Heidi Keppert), Sherry Hursey (Ilene Markham), Jimmy Labriola (Fattorino)

## Compagni di liceo / Un'antica faida
- Titolo originale: Feud for Thought
- Diretto da: Andy Cadiff
- Scritto da: Elliot Shoenman e Marley Sims

### Trama
Alla riunione del liceo, Jill cerca di evitare Joanie, la sua amica del liceo che le ha rubato il fidanzato, mentre Tim e Jack cercano di riparare l'amplificatore. Nel frattempo, Al guarda i ragazzi e Ashley, la fidanzata di Brad.
- Guest star: Lee Garlington (Joanie Graham), Michael Toland (Jack Graham), Natalie Core (Sig.ra Grabowski), Bonnie Hellman (Pam Kendall), Tom Simmons (Hotel Clerk), Rebecca Balding (Leslie Morrison), Leigh Ann Orsi (Ashley)

## I Tre Re Magi / Ruggine prima di Natale
- Titolo originale: Twas the Blight Before Christmas
- Diretto da: Andy Cadiff
- Scritto da: B. K. Taylor

### Trama
Tim cerca di battere Doc Johnson nella gara per le migliori luci natalizie del quartiere, ma Randy passa informazioni alla nipote di Doc. Brad vuole andare a sciare con la famiglia di Tom Wheeler per Natale.
- Guest star: Debbe Dunning (Heidi Keppert), Alan Fudge (Reverendo McDonnell), Blake Ewing (Bambino del coro #1), Ben Gillespie (Bambino del coro #2)

## La Grande Sfida / Corsa in slittino
- Titolo originale: Slip Sleddin' Away
- Diretto da: Andy Cadiff
- Scritto da: Rosalind Moore e Howard J. Morris

### Trama
Randy perde una gara di slittino con Vinnie. Ma dopo aver seguito il consiglio di Tim di sfidare nuovamente Vinnie con uno slittino migliore, Randy si sloga un braccio. Nel frattempo, Brad pensa di smettere di andare a lezione di sassofono.
- Guest star: Francesca P. Roberts (Marge), John Voldstad (Bob), Lowell Sanders (Buzz)

## Continua a sognare / Sogni d'oro
- Titolo originale: Dream On
- Diretto da: Andy Cadiff
- Scritto da: Paul Wolff

### Trama
Al non vuole andare a cena dai Taylor dopo che Ilene sogna Tim che cavalca uno stallone dorato indossando pantaloncini da ciclista attillati.
- Guest star: Sherry Hursey (Ilene Markham), Debbe Dunning (Heidi Keppert)

## Due cuori e un capanno / Il pescatore
- Titolo originale: Reel Men
- Diretto da: Peter Filsinger
- Scritto da: Ron Bloomberg

### Trama
Quando Jill invita Ilene e Marie a casa, Tim va a pescare con Al per uscire di casa.
- Guest star: Mariangela Pino (Marie Morton), Sherry Hursey (Ilene Markham)

## Il coraggio della verità / Il colonnello
- Titolo originale: The Colonel
- Diretto da: Andy Cadiff
- Scritto da: Rosalind Moore e Howard J. Morris

### Trama
Jill si sente in colpa quando suo padre, colonnello dell'esercito, le chiede la sua opinione sul suo noioso libro. Nel frattempo, Tim costruisce una macchina per lanciare dischi da hockey quando Randy diventa un portiere.
- Guest star: M. Emmet Walsh (Colonnello Fred Patterson)

## Camera per ragazzi / Cambio di stanza
- Titolo originale: Room for Change
- Diretto da: Andy Cadiff
- Scritto da: Jon Vandergriff

### Trama
Tim manda Randy nella stanza di Mark perché disturba Brad al telefono.
- Guest star: Debbe Dunning (Heidi Keppert)

## Le squadre del cuore / L'alba dell'edilizia
- Titolo originale: The Eve of Construction
- Diretto da: Andy Cadiff
- Scritto da: Rosalind Moore, Howard J. Morris, Elliot Shoenman e Marley Sims

### Trama
Jill si unisce alla squadra di Al per Habitat per l'Umanità perché Tim pensa che le coppie sposate non dovrebbero lavorare insieme. Intanto, Brad trova un medaglione e lo regala ad Ashley, ma scopre che è di Marie.
- Guest star: Mariangela Pino (Marie Morton), Leigh Ann Orsi (Ashley), Kimberly Aiken (se stessa), John Elway (se stesso), Eric Hipple (se stesso), Evander Holyfield (se stesso), Sean Jones (se stesso), Kenny O'Brien (se stesso), Bill Pickel (se stesso), Kelvin Pritchett (se stesso), Jimmy Carter (se stesso)

## Assistente in cucina / Troppi cuochi in cucina
- Titolo originale: Too Many Cooks
- Diretto da: Andy Cadiff
- Scritto da: Bob Bendetson e Bruce Ferber

### Trama
Quando Irma non può presentare il suo programma (In cucina con Irma) per una settimana, chiede a Al di presentarlo e a Tim di fargli da assistente. Tim è in difficoltà non essendo al centro dell'attenzione, ma quando Jill gli dimostra che può aiutarla, decide di aiutare Al. Randy ha difficoltà a parlare con la sua compagna di classe Beth.
- Guest star: Debbe Dunning (Heidi Keppert), Angela Paton (Irma), Leigh Ann Orsi (Ashley), Anndi McAfee (Beth)

## Lo charme dell'uomo attrezzo / Il migliore dei Tim, il peggiore dei Tim
- Titolo originale: It Was the Best of Tims, It Was the Worst of Tims
- Diretto da: Andy Cadiff
- Scritto da: Rosalind Moore e Howard J. Morris

### Trama
Dopo che Tim ha affascinato tutte le donne a una festa per il nascituro, Jill vuole fare una cena romantica con lui, ma Tim porta i ragazzi a un Demolition Derby.
- Guest star: Debbe Dunning (Heidi Keppert), Al Fann (Felix Myman), Alice Carter (Linda), Melissa Christopher (Nora), Amy Steel (Eve), Ben Golomb (Membro del pubblico)

## Quinto anniversario / Il quinto anniversario
- Titolo originale: Fifth Anniversary
- Diretto da: Andy Cadiff
- Scritto da: Howard Bendetson e Art Everett

### Trama
Tool Time non ha abbastanza soldi per una grande puntata per il quinto anniversario, quindi Tim mostra una clip del primo episodio.
- Guest star: Joel Polis (Wes Davidson), Debbe Dunning (Heidi Keppert), Lois De Banzie (Sig.ra Binford), Jimmy Labriola (Benny Baroni), Michael Andretti (se stesso), Johnny Rutherford (se stesso)

## Festa al basilico / L'altalena
- Titolo originale: Swing Time
- Diretto da: Andy Cadiff
- Scritto da: B. K. Taylor

### Trama
Tim e i ragazzi intendono regalare a Jill una vasca idromassaggio per la festa della mamma e disfarsi dell'altalena. Ma scoprono che l'altalena è più importante per Jill di quanto pensassero e che vuole un orto invece che una vasca idromassaggio.
- Guest star: Mickey Jones (Pete Bilker), Debbe Dunning (Heidi Keppert), Drake Bell (Little Pete), Victoria Principal (Les Thompson)

## L'amore è cieco / Avrai ciò che vedi
- Titolo originale: What You See Is What You Get
- Diretto da: Andy Cadiff
- Scritto da: Tim Allen e Diane Ford

### Trama
Dopo aver fatto ricerche al computer sulla chirurgia cosmetica, Jill scopre che Tim vuole che si sottoponga a un intervento di chirurgia cosmetica. Intanto, Tim gioca a un videogioco con i ragazzi e il perdente deve pulire la casa.
- Guest star: Sherry Hursey (Ilene Markham), Debbe Dunning (Heidi Keppert)

## Un amore informatico / La dura realtà
- Titolo originale: Reality Bytes
- Diretto da: Peter Filsinger
- Scritto da: Matthew Miller e Barrie Nedler

### Trama
Randy, fingendosi trentaduenne, conosce una donna su un sito di incontri al computer, e lei va a trovarlo. Intanto, Tim cerca di aiutare Mark con il suo progetto di scienze.
- Guest star: Debbe Dunning (Heidi Keppert), Joanna Daniels (Molly Lauden), Richard O. Covey (se stesso), Kenneth D. Bowersox (se stesso), Story Musgrave (se stesso), Claude Nicollier (se stesso), Jeffrey Hoffman (se stesso), Thomas D. Akers (se stesso)

## Invidia aerodinamica / La grande corsa II
- Titolo originale: The Great Race II
- Diretto da: Andy Cadiff
- Scritto da: Jon Vandergriff

### Trama
Dopo che Bob Vila ha raccolto più denaro di Tim per la raccolta di fondi per la biblioteca, Tim lo sfida in una gara… con la sua Hot Rod non ancora finita.
- Guest star: Bob Vila (se stesso), Debbe Dunning (Heidi Keppert), Shashawnee Hall (Membro del pubblico #1), Margaret Fitzgerald (Membro del pubblico #2), Laurie Faso (Membro del pubblico #3), Jessica Sitomer (Assistente di Bob)